# Yousfou Savadogo
Yousfou Savadogo (ur. 17 czerwca 1975) – burkiński piłkarz grający na pozycji bramkarza. W swojej karierze grał w reprezentacji Burkiny Faso.

## Kariera klubowa
W swojej karierze Ouédraogo grał w klubie Étoile Filante ze stolicy kraju, Wagadugu. W jego barwach wywalczył m.in. mistrzostwo Burkiny Faso w 2001 roku. Z tym klubem zdobywał także Puchar Burkiny Faso i Superpuchar Burkiny Faso.

## Kariera reprezentacyjna
W reprezentacji Burkiny Faso Savadogo zadebiutował w 1995 roku. W swojej karierze dwukrotnie był powoływany do kadry Burkina Faso na Puchar Narodów Afryki. Zarówno w Pucharze Narodów Afryki 2000, jak i Pucharze Narodów Afryki 2002 był rezerwowym i nie rozegrał żadnego spotkania.